# 토마스 에이킨스
토마스 쿠퍼스웨이트 에이킨스(Thomas Cowperthwait Eakins, 1844년 7월 25일~1916년 6월 25일)는 미국의 사실주의 화가이자 사진가, 조각가, 순수미술 교육자이다. 미국의 시각예술에서 큰 영향을 끼친 인물 중 한명으로 평가되고있다.
그는 1870년대 초반부터 사실주의의 그림을 그리기 시작하였다. 그의 주요 모델은 그의 고향인 필라델피아의 사람들이였다. 그는 여러 초상화도 그렸는데 주로 그의 친구나 가족 또는 예술, 과학, 의학 등에서의 주요한 인물을 그렸다. 초상화들은 19세기 후반에서 20세기 초반 필라델피아의 지적인 삶을 보여준다. 대부분 생각하는 사람을 그렸다. 또한, 그는 많은 그림을 작업실이 아닌 거리, 공원 등 바깥에서 그렸다. 그는 주로 나체의 그림을 그렸다. 그는 동영상의 기술에 관해서도 관심이 많았었다.
그의 선생님으로서의 역할도 중요했다. 지도자로서, 그는 미국 시각예술의 중대한 영향을 끼쳤다. 사실적으로 그림을 그려야 한다는 미술가의 어려움이 그를 교육자로 만들었다. 하지만 행동과 성적인 모함으로 그의 평판은 나빠졌다.
그의 작품은 당시 큰 호응을 일으키지 못하였으나, 그가 죽고나서 그는 "19세기 후반에서 20세기 초반, 미국에서 가장 강력하고 중요한 사실주의 작가"라는 평가를 받는다.

## 같이 보기
- 미국의 미술